# Gnathothlibus erotus
Gnathothlibus erotus là một loài bướm đêm thuộc họ Sphingidae. Nó được tìm thấy ở Ấn Độ tới phía nam Thái Bình Dương, bao gồm Borneo, Quần đảo Cook, Papua New Guinea, Philippines và Úc.
Sải cánh dài khoảng 70 mm. 
Ấu trùng sinh sống trên nhiều loài cây, bao gồm Ipomoea batatas, Vitis vinifera, Dillenia alata, Escallonia macrantha, Melastoma affine, Pentas lanceolata, Cayratia acris, Cayratia clematidea, Cayratia trifolia, Leea indica
Parthenocissus quinquefolia, Hibbertia scandens, Cissus và Morinda.

## Phụ loài
- Gnathothlibus erotus erotus (Oriental tropics)
- Gnathothlibus erotus eras (from the Moluccas eastwards)

## Hình ảnh

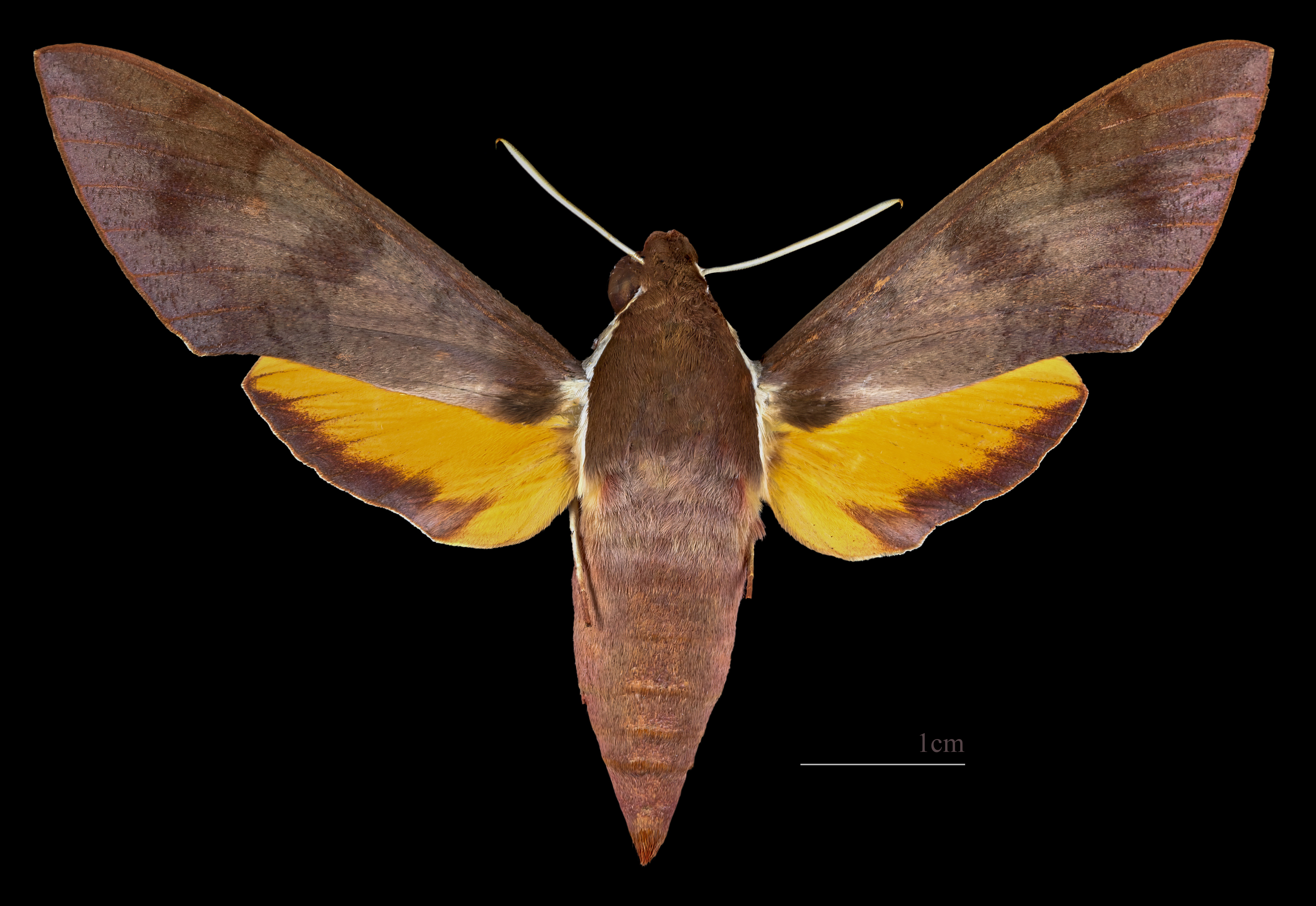
Gnathothlibus erotus ♂
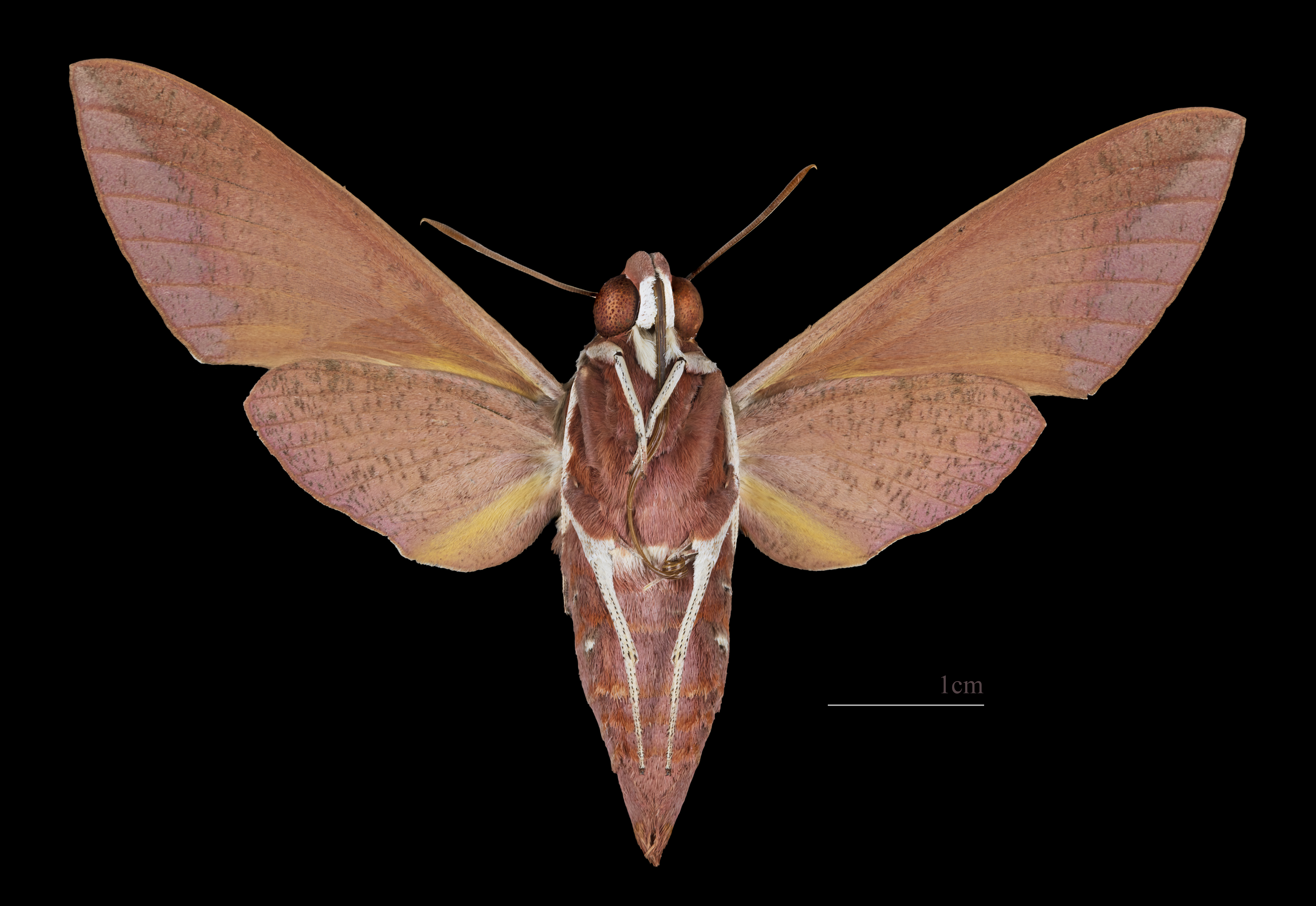
Gnathothlibus erotus ♂  △